# 셸비 브루스
셸비 브루스(Shelbie Bruce, 1992년 11월 12일 ~ )는 미국의 배우, 텔레비전 배우, 영화배우이다.
브라운즈빌에서 태어났다.

## 영화
- 스팽글리쉬 (2004년)